# Iuput II
Iuput II (... – 720 a.C.?) è stato un faraone della XXIII dinastia egizia.

## Biografia
Forse da identificare con il Zet riportato da Sesto Africano, malgrado abbia avuto un regno alquanto lungo (circa 34 anni) degli avvenimenti del suo regno conosciamo molto poco. Nel 19º anno di regno aderì alla coalizione promossa da Tefnakht, principe di Sais che si era attribuito i titoli della regalità (XXIV dinastia), per tentare di arginare l'avanzata di Piankhi (primo sovrano riconosciuto nella XXV dinastia), che intorno al 737 a.C. aveva conquistato, partendo dalle sue basi poste nel sud, a Napata, tutto l'Alto Egitto.

Durante il suo regno anche i principi di Eracleopoli ed Ermopoli, Neferkara Payeftjauembastet e Nimlot, si attribuirono i segni esteriori della regalità senza peraltro possedere un effettivo potere.

Rimane aperta la questione se abbia avuto un successore, il molto ipotetico Sheshonq VII.

## Titolatura
| G5 |

| G5 |

|       |
| \| \| |
|       |
|       |

|  |

|       |
| \| \| |
|       |
|       |

|  |

| G16 |

| G16 |

|  |

| G8 |

| G8 |

|  |

| M23 · X1 | L2 · X1 |

| M23 · X1 | L2 · X1 |

| N5 | F12 | U1 | D36 · t |

| N5 | F12 | U1 | D36 · t |

| N5 | F12 | U1 | D36 · t |

| N5 | F12 | U1 | D36 · t |

| N5 | F12 | U1 | D36 · t |

| N5 | F12 | U1 | D36 · t |

| N5 | F12 | U1 | D36 · t |

| N5 | F12 | U1 | D36 · t |

| G39 | N5 |

| G39 | N5 |

| i | mn · n · N36 | W1 | G39 | E9 | G43 | p · t |

| i | mn · n · N36 | W1 | G39 | E9 | G43 | p · t |

| i | mn · n · N36 | W1 | G39 | E9 | G43 | p · t |

| i | mn · n · N36 | W1 | G39 | E9 | G43 | p · t |

| i | mn · n · N36 | W1 | G39 | E9 | G43 | p · t |

| i | mn · n · N36 | W1 | G39 | E9 | G43 | p · t |

| i | mn · n · N36 | W1 | G39 | E9 | G43 | p · t |

| i | mn · n · N36 | W1 | G39 | E9 | G43 | p · t |

## Datazioni alternative
| Autore | Anni di regno                         |
| ------ | ------------------------------------- |
| Aston  | 747 a.C./742 a.C. - 742 a.C./737 a.C. |
| Grimal | 754 a.C. - 715 a.C.                   |